# Ангклунг
Ангклунг је музички инструмент сунданског народа у Индонезији направљен од различитог броја бамбусових цеви причвршћених за бамбусов оквир. Цеви су уклесане тако да имају резонантну висину при удару и подешене су на октаве. Оквир се држи у једној руци док се другом тресе инструмент. Сваки извођач у ангклунг ансамблу је обично одговоран за само једну тону, заједно производе комплетну мелодију.
Популаран је широм света, настао је у данашњим провинцијама Западне Јаве и Бантена, а Сунданци су га користили много векова. Ангклунг и његова музика су постали важан део културног идентитета сунданских заједница. Свирање овог инструмента код оркестра захтева сарадњу и координацију и верује се да промовише вредности тимског рада, међусобног поштовања и друштвене хармоније.
Унеско је 18. новембра 2010. званично признао индонежански ангклунг као ремек—дело усменог и нематеријалног наслеђа човечанства и охрабрио је индонежански народ и индонежанску владу да чувају, преносе, промовишу, представљају и подстичу прављење ангклунга.

## Етимологија
Реч ангклунг потиче од сунданског angkleung-angkleungan, што сугерише кретање свирач и ономатопејски звук који долази из инструмента.

## Галерија
- Свирачи ангклунга у Бантену.
- Свирачи ангклунга у Индонезији 1949.
- Оркестар ангклунга у Индонезији 1971.
- Сундански дечаци који свирају ангклунг 1918.
- Деца са ангклунгом на језеру Багендит.
- Плесачи са ангклунгом.
- Свирање ангклунга.
- Ангклунг оркестар у Индонезији.
- Ангклунг перформанс у Франкфурту на Мајни.
- Ангклунг перформанс у Јогјакарти.
- Наступ ангклунг групе у Немачкој.